# Aphantocephala centralis
Aphantocephala centralis är en fjärilsart som beskrevs av Rothschild 1899. Aphantocephala centralis ingår i släktet Aphantocephala och familjen bastardsvärmare. Inga underarter finns listade i Catalogue of Life.